# Decastelma
Decastelma là chi thực vật có hoa trong họ Apocynaceae.